# Władimir Alikin
Władimir Aleksandrowicz Alikin (rus: Владимир Александрович Аликин, ur. 10 maja 1957 w Nowoilińskim) – rosyjski biathlonista reprezentujący ZSRR, dwukrotny medalista igrzysk olimpijskich i czterokrotny medalista mistrzostw świata.

## Kariera
Alikin zaczął trenować biegi narciarskie w 1969 roku, a dwa lata później również biathlon. W Pucharze Świata zadebiutował w sezonie 1977/1978. Pierwsze punkty wywalczył 21 stycznia 1979 roku w Anterselvie, zajmując piąte miejsce w biegu indywidualnym. Nieco ponad dwa miesiące później, 6 kwietnia  w Bardufoss po raz pierwszy stanął na podium zawodów pucharowych, zajmując trzecie miejsce w biegu indywidualnym. W zawodach tych wyprzedzili go jedynie jego rodak, Aleksandr Tichonow i Frank Ullrich z NRD. W klasyfikacji generalnej sezonu 1978/1979 zajął ostatecznie czwarte miejsce. Łącznie sześć razy stawał na podium zawodów PŚ, odnosząc przy tym jedno zwycięstwo: 28 stycznia 1981 roku w Ruhpolding był najlepszy w biegu indywidualnym.
W 1979 roku wystąpił na mistrzostwach świata w Ruhpolding, gdzie wspólnie z Władimirem Barnaszowem, Nikołajem Krugłowem i Aleksandrem Tichonowem zdobył brązowy medal. Ponadto był ósmy w biegu indywidualnym i czwarty w sprincie, przegrywając walkę o podium z Włochem Luigim Weissem. Na rozgrywanych dwa lata później mistrzostwach świata w Lahti indywidualnie plasował się poza czołową dziesiątką, jednak w sztafecie po raz kolejny zdobył brązowy medal. Wspólnie z Barnaszowem, Wiktorem Siemionowem i Anatolijem Alabjewem zajął trzecie miejsce w sztafecie podczas mistrzostw świata w Mińsku w 1982 roku. Na tej samej imprezie trzeci był też w sprincie, ulegając tylko Norwegowi Eirikowi Kvalfossowi i Frankowi Ullrichowi. Brał również udział w Zimowych Igrzyskach Olimpijskich 1980 w Lake Placid, gdzie reprezentacja ZSRR w składzie Alikin, Barnaszow, Alabjew i Tichonow zdobyła złoty medal w biegu sztafetowym. W sprincie Alikin wywalczył srebrny medal, rozdzielając na podium Ullricha i Alabjewa. Ponadto zajął ósme miejsce w biegu indywidualnym.
Po zakończeniu czynnej kariery został trenerem. Prowadził między innymi męską reprezentację Rosji w latach 2006–2010.
Został odznaczony m.in. Orderem Przyjaźni Narodów.

## Osiągnięcia

### Igrzyska olimpijskie
| Rok  | Miejscowość | Konkurencje | Konkurencje | Konkurencje | Konkurencje | Konkurencje | Konkurencje | Konkurencje |
| Rok  | Miejscowość | IN          | SP          | PU          | MS          | RL          | MR          | SR          |
| ---- | ----------- | ----------- | ----------- | ----------- | ----------- | ----------- | ----------- | ----------- |
| 1980 | Lake Placid | 8.          | 2.          | nd.         | nd.         | 1.          | nd.         | –           |

### Mistrzostwa świata
| Rok  | Miejscowość | Konkurencje | Konkurencje | Konkurencje | Konkurencje | Konkurencje | Konkurencje | Konkurencje |
| Rok  | Miejscowość | IN          | SP          | PU          | MS          | RL          | MR          | SR          |
| ---- | ----------- | ----------- | ----------- | ----------- | ----------- | ----------- | ----------- | ----------- |
| 1979 | Ruhpolding  | 8.          | 4.          | nd.         | nd.         | 3.          | nd.         | –           |
| 1981 | Lahti       | 24.         | 15.         | nd.         | nd.         | 3.          | nd.         | –           |
| 1982 | Mińsk       | 13.         | 3.          | nd.         | nd.         | 3.          | nd.         | –           |

### Puchar Świata

#### Miejsca w klasyfikacji generalnej
| Sezon     | Miejsce |
| --------- | ------- |
| 1977/1978 | -       |
| 1978/1979 | 4.      |
| 1979/1980 | ?       |
| 1980/1981 | ?       |
| 1981/1982 | 27.     |
| 1982/1983 | ?       |

#### Miejsca na podium chronologicznie
| Lp. | Dzień       | Rok  | Miejscowość | Konkurencja                | Lokata | Pudła | Czas biegu | Strata  | Zwycięzca          |
| --- | ----------- | ---- | ----------- | -------------------------- | ------ | ----- | ---------- | ------- | ------------------ |
| 1.  | 6 kwietnia  | 1979 | Bardufoss   | Bieg indywidualny na 20 km | 3.     | 3     | 1:06:45,0  | +1:17,0 | Aleksandr Tichonow |
| 2.  | 19 lutego   | 1980 | Lake Placid | Sprint na 10 km            | 2.     | 0+0   | 32:10,69   | +42,4   | Frank Ullrich      |
| 3.  | 22 marca    | 1980 | Hedenäset   | Sprint na 10 km            | 3.     | 1     | 30:28,0    | +27,0   | Frank Ullrich      |
| 4.  | 29 marca    | 1980 | Murmańsk    | Sprint na 10 km            | 2.     | ?     | ?          | ?       | Eberhard Rösch     |
| 5.  | 28 stycznia | 1981 | Ruhpolding  | Bieg indywidualny na 20 km | 1.     | 1     | 1:08:27,4  | –       | –                  |
| 6.  | 13 lutego   | 1981 | Mińsk       | Sprint na 10 km            | 3.     | 2+0   | 33:03,2    | +18,4   | Eirik Kvalfoss     |